# San Marcos kommun, Jalisco
San Marcos är en kommun i Mexiko.   Den ligger i delstaten Jalisco, i den centrala delen av landet, 600 km väster om huvudstaden Mexico City. Antalet invånare är 3 533.
Följande samhällen finns i San Marcos:
- San Marcos
- La Puerta del Coche